# Maria de Anjou
Maria de Anjou (14 octombrie 1404 – 29 noiembrie 1463) a fost regină consort a Franței în perioada 1422 - 1461 prin căsătoria cu regele Carol al VII-lea al Franței. Mama ei, Iolanda de Aragon, a jucat un rol principal în ultima fază a Războiului de O Sută de Ani.

## Familie
Maria a fost fiica cea mare a lui Ludovic al II-lea de Anjou, rege al Neapole și Siciliei și a soției acestuia, Iolanda de Aragon. Bunicii patreni au fost Ludovic I de Anjou, rege al Neapole și Maria de Blois, Lady de Guise. Bunicii materni au fost Ioan I de Aragon și Iolanda de Bar. Maria a avut cinci frați, printre care și  Ludovic al III-lea de Anjou și René de Anjou. Una dintre nepoatele ei a fost Margareta de Anjou, regină consort a Angliei, soția regelui Henric al VI-lea al Angliei, care a fost de jure rege al Franței din 1422 până în 1429.

## Căsătorie

Stema Mariei de Anjou

Maria s-a căsătorit cu vărul ei de-al doilea, regele Carol al VII-lea al Franței în aprilie 1422 la Bourges (ambii erau strănepoți ai regelui Ioan al II-lea al Franței și a primei lui soții, Bonne de Boemia), și a devenit regină consort deși Carol nu a fost încoronat rege până la 17 iulie 1429 la Reims.
Victoria soțului ei în Războiul de O Sută de Ani se datorează în mare parte sprijinului pe care el l-a primit de la familia Mariei, în special din partea mamei ei, Iolanda de Aragon. Deși Maria și Carol au avut 14 copii, afecțiunea soțului ei a fost îndreptată către metresa lui, Agnès Sorel.
Maria de Anjou a murit la 29 noiembrie 1463 la mănăstirea Chateliers-en-Poitou, la vârsta de 59 de ani.

### Copii
Maria și Carol au avut 14 copii:
- Ludovic (3 iulie 1423 - 30 august 1483), a devenit regele Ludovic al XI-lea al Franței
- Jean de Franța (1425-1425)
- Radegonde de Franța (1428-1444)
- Ecaterina de Franța (1428-1446), s-a căsătorit în 1440 cu Carol Temerarul
- Jacques de Franța (1432-1437)
- Iolanda de Franța (1434-1478), s-a căsătorit în 1452 cu viitoru duce Amadeus al IX-lea de Savoia. Când soțul ei a murit, ea a devenit regentă de Savoia.
- Ioana a Franței (1435-1482), s-a căsătorit în 1452 cu viitorul duce Ioan al II-lea de Bourbon
- Philippe de Franța (1436-1436)
- Marguerite de Franța (1437-1438)
- Jeanne de Franța (7 septembrie 1438 - 26 decembrie 1446)
- Marie de Franța (7 septembrie 1438 - 14 februarie 1439)
- Madeleine de Franța, (1443-1495), s-a căsătorit în 1462 cu Gaston de Foix, prinț de Viane
- Carol de Franța (1446-1472)